# Arnaut Guilhem de Marsan
Arnaut Guilhem de Marsan (hoặc là Arnaut Guillem de Marsan) (fl 1116 - fl 1160 đến 1180) là quý ông xứ Landes và là một trobadour. Ông có nguồn gốc từ nhánh thứ của các tử tước của Marsan. Bản thân ông cũng là một chúa của Roquefort và Montgaillard và là một trong những vị chúa của Marsan.
Arnaut la một thành viên trong đoàn hộ tống của Eleanor vào năm 1170. Eleanor là con gái của Henry II của Anh. Đoàn đi của Eleanor đi từ Bordeaux đến biên giới Tây Ban Nha để thực hiện đám cưới của bà với Alfonso VIII của Castila. Arnaut được chứng thực có mặt trong đoàn rước đó bằng một ban ước của Eleanor của Aquitaine.
Arnaut cũng là một nhà thơ Occitan. Ông là một trong những người sáng tác sớm nhất của thể loại Ensenhamen, bài Ensenhamen del cavaier. Nhà nghiên cứu thời kỳ Trung Cổ Mark Johnson lưu ý rằng tác phẩm của Arnaut có phong cách giống với một nhà thơ khác của thế kỷ 12, Garin lo Brun.
Theo một bản vida bằng tiếng Occitan, trobadour Peire de Valeira là người đến từ vùng đất của Arnaut. Arnaut là tổ tiên của ba nhánh của vùng đất Marsan thông qua ba người con trai của ông: đồng chúa của Marsan và chúa của cả Roquefort và Montgaillard; chủa của Cauna và chủa của Tardets.